# Bruyères-sur-Fère
Bruyères-sur-Fère es una comuna francesa, situada en el departamento de Aisne, de la región de Alta Francia.

## Geografía
Bruyères-sur-Fère está situada a 16 km al norte de Château-Thierry.

## Demografía
| 249 | 233 | 224 | 184 | 213 | 217 | 208 | 182 |
| Para los censos de 1962 a 1999 la población legal corresponde a la población sin duplicidades (Fuente: INSEE [Consultar]) |     |     |     |     |     |     |     |